# Yūko Sanpei
Yūko Sanpei (三瓶 由布子, Sanpei Yūko) nascida em 28 de fevereiro de 1986 é uma atriz e dubladora japonesa de Tóquio, Japão. Ela dublou Nozomi Yumehara/Cure Dream em Yes! PreCure 5 e sua sequência GoGo!, atualmente interpreta Boruto Uzumaki em Boruto: Naruto Next Generations.

## Carreira
Sanpei fez sua estreia como dubladora na série de anime UFO Baby. Inicialmente, ela era uma estudante do segundo ano do ensino médio, assim como a personagem. Ela dublou Renton Thurston em Eureka Seven, que se tornou seu primeiro trabalho como protagonista.
Em 2006, ela desempenhou o primeiro papel feminino na série Ouran High School Host Club como Shiori Ebisugawa e, em 2007, ela dublou Nozomi Yumehara/Cure Dream em Yes! PreCure 5.
Após deixar a companhia de teatro Wakakusa por volta de maio de 2007, ela foi para a Production Baobab em 1º de novembro do mesmo ano após um período freelance. Em 2010, ela subiu ao palco depois de muito tempo para a apresentação de Song of Joy.
Em 1º de outubro de 2011, ela deixou a Production Baobab para se transferir para a agência Axlone. Em 28 de fevereiro de 2013, Sanpei anunciou em seu blog que era casada. Ela também anunciou no blog oficial que seu primeiro filho nasceu em 1º de outubro de 2014.
Em 2019, ela ganhou o prêmio de Melhor Atriz em Papel Principal no 13º Prêmio Seiyu.
Em 5 de julho, ela anunciou em sua conta no Twitter que tinha um segundo filho.

## Filmografia

### Animes
- UFO Baby (2000), Kanata Saionji – debut role
- Ojarumaru (2001), Hoshino (2ª voz), Rikie, Kazuko Endo
- Galaxy Angel A (2002), Cocomo Perot
- Di Gi Charat Nyo! (2003), Ponzu
- Galaxy Angel AA (2003), Cocomo Perot
- Nanaka 6/17 (2003), Nenji Nagihara (6 anos), Yūki
- DearS (2004), Takeya Ikuhara (criança)
- Galaxy Angel X (2004), Cocomo Perot
- Jubei-chan 2 ~The Counter Attack of Siberian Yagyu~ (2004), Jubei Yagyu (criança)
- School Rumble (2004), Shuuji Harima
- Sweet Valerian (2004), Masao-kun
- Eureka Seven (2005), Renton Thurston
- Gyagu Manga Biyori (2005), Ramen Spirit
- MÄR (2005), Choro
- Mushishi (2005), Shinra Ioroi
- Onegai My Melody (2005), Ryō Ōta
- Aria the Natural (2006), Akatsuki Izumo (criança)
- D.Gray-man (2006), Jean Russell
- Gintama (2006), Seita
- Onegai My Melody: Kuru Kuru Shuffle! (2006), Ryō Ōta
- Otogi-Jushi Akazukin (2006), Souta Suzukaze – 2ª voz
- Ouran High School Host Club (2006), Shiori Ebisugawa
- School Rumble Nigakki (2006), Shuuji Harima
- Soreike! Anpanman (2006), Pink Shokupanman, Violin-kun
- Shinseiki Duel Masters Flash (2006), Kasumi
- Yume Tsukai (2006), Kentaro
- Koisuru Tenshi Angelique: Kagayaki no Ashita (2007), Matt
- Bokurano (2007), Yoko Machi
- Darker than Black (2007), Maki
- Hello Kitty Ringo no Mori to Parallel Town (2007), Henry
- Les Misérables: Shōjo Cosette (2007), Paulette, Bressole
- Myself; Yourself (2007), Syusuke Wakatsuki (criança)
- Reborn! (2007), Fūta and Lavina
- Sola (2007), Takeshi Tsujido (criança)
- Shakugan no Shana II (2007), Yuri Chvojka
- Yes! PreCure 5 (2007), Nozomi Yumehara/Cure Dream
- Blassreiter (2008), Joseph Jobson (10 anos)
- Dazzle (2008), Elmer
- Hell Girl: Three Vessels (2008), Kazuya Ichimura
- Inazuma Eleven (2008), Terumi "Aphrodi" Afuro
- Kaiba (2008), Copy Warp
- Majin Tantei Nōgami Neuro (2008), Eri Hoshino
- Yes! PreCure 5 Go Go! (2008), Nozomi Yumehara/Cure Dream
- Xam'd: Lost Memories (2008), Nakiami
- Natsu no Arashi! (2009), Hajime Yasaka
- Fullmetal Alchemist: Brotherhood (2009), Selim Bradley/Pride
- Kimi ni Todoke (2009), Chizuru Yoshida
- Saki (2009), Kazue Nanpo
- Seikon no Qwaser (2010), Alexander Nikolaevich Hell
- Arakawa Under the Bridge (2010), Tetsuo
- Metal Fight Beyblade (2010), Masamune Kadoya
- Ikkitousen: Xtreme Xecutor (2010), Kansui Bun'yaku
- Mitsudomoe (2010), Shinya Satou
- Squid Girl (2010), Yūta Matsumoto
- Strike Witches 2 (2010), Nishiki Nakajima
- Tamagotchi! (2010), Melodytchi
- Seikon no Qwaser II (2011), Alexander Nikolaevich Hell
- Nekogami Yaoyorozu (2011), Gonta
- Yu-Gi-Oh! Zexal (2011), Haruto Tenjo, Obomi
- The Idolmaster (2011), Ryo Akizuki
- Cross Fight B-Daman (2011), Ryuji Sumeragi
- Aikatsu! (2012), Kakeru Ōta
- Area no Kishi (2012), Kakeru Aizawa
- Toriko (2012), Fond de Buono
- Space Brothers (2012), Young Hibito Nanba
- Danchi Tomoo (2013), Tomoo Kinoshita
- Hakkenden: Eight Dogs of the East (2013), Kenta
- D-Frag! (2014), Azuma Matsubara
- Hero Bank (2014), Kaito Gōshō
- Majin Bone (2014), Gilbert
- Pokémon: XY (2014), Sanpei
- Anti-Magic Academy: The 35th Test Platoon (2015), Isuka Suginami
- Kamisama Kiss◎ (2015), Shinjiro
- Snow White with the Red Hair (2015), Ryuu
- March Comes in Like a Lion (2016), Harunobu Nikaidō (jovem)[7]
- Nyanbo! (2016), Kuro
- Rin-ne (2016), Shoma
- Snow White with the Red Hair 2nd Season (2016), Ryuu
- World Trigger (2016), Yuzuru Ema
- Inuyashiki (2017), Takeshi Inuyashiki
- Boruto: Naruto Next Generations (2017), Boruto Uzumaki
- Tsugumomo (2017), Kazuya Kagami[8]
- Gakuen Babysitters (2018), Taka Kamitani/Shizuka Kamitani[9]
- Captain Tsubasa (2018), Tsubasa Ozora[10]
- Inazuma Eleven: Ares no Tenbin (2018), Afuro "Aphrodi" Terumi
- No Guns Life (2019), Seven[11]
- Ascendance of a Bookworm (2020), Gil[12]
- Tsugu Tsugumomo (2020), Kazuya Kagami
- Digimon Adventure: (2020), Taichi Yagami[13]
- Yashahime: Princess Half-Demon (2020), Jakotsumaru
- Summer Time Rendering (2022), Ryūnosuke Minakata[14]
- Uzaki-chan Wants to Hang Out! ω (2022), Kiri Uzaki[15]
- Legend of Mana: The Teardrop Crystal (2022), Bud[16]

### OVA
- Alien Nine, Hiroshi Iwanami
- Grrl Power, Akira
- Hiyokoi, Natsuki Aizawa
- My-Otome 0~S.ifr~, Elliot Chandler
- Majokko Tsukune-chan, Nabul, Mika Onigawara

### ONA
- Pokémon: Twilight Wings (2020), Hop[17]
- Dragon's Dogma (2020), Louis[18]
- Star Wars: Visions - The Duel (2021), Village Chief[19]

### Filme
- Doraemon: Nobita no Himitsu Dōgu Museum (2013) como Kurt[20]
- Série de Filmes Pretty Cure All Stars (Nozomi Yumehara/Cure Dream)
- Boruto: Naruto the Movie (Boruto Uzumaki)

### Videogames
- JoJo's Bizarre Adventure: All Star Battle (Narancia Ghirga)
- JoJo's Bizarre Adventure: Eyes of Heaven (Narancia Ghirga)
- .hack//LINK (Tokio Kuryuu)
- Another Century's Episode 3 (Renton Thurston)
- Luminous Arc (Theo)
- Minna no Golf Portable 2 (Leo)
- Castlevania Judgment (Eric Lecarde)
- Fantasy Earth: Zero (Ella)
- Tales of Graces (Richard jovem)
- The Idolmaster Dearly Stars (Ryo Akizuki)
- Naruto Shippuden: Ultimate Ninja Storm 4 (Boruto Uzumaki)
- Super Robot Wars Z (Renton Thurston)
- Super Robot Wars Z: Special Disc (Renton Thurston)
- Hyperdimension Neptunia Mk2 (Kei Jinguji)
- Rune Factory 4 (Noel)
- Captain Tsubasa Zero: Miracle Shoot (Tsubasa Ozora)
- Captain Tsubasa: Rise of New Champions (Tsubasa Ozora)
- Digimon Story: Cyber Sleuth – Hacker's Memory (Yu Nogi)
- Another Eden (Philo)
- Granblue Fantasy (Furias)
- Arknights (Aak)
- Atelier Lulua: The Scion of Arland (Chimdragon)[21]
- Azur Lane (Jamaica)
- Yoon Yonghyeon (Sdorica)
- SinoAlice (Pinocchio)
- Valkyrie Connect (Dinavia)
- Genshin Impact, Mika

### Dublagem

#### Live-action
- Anna and the Apocalypse (Steph North (Sarah Swire))[22]
- Awake (Diana (Francesca Eastwood))[23]
- Cop Car (Harrison (Hays Wellford))[24]
- FBI: Most Wanted (Sheryll Barnes (Roxy Sternberg))[25]
- Ratter (Nicole (Rebecca Naomi Jones))[26]
- Red Election (Beatrice Ogilvy (Lydia Leonard))[27]

#### Animação
- El Tigre: The Adventures of Manny Rivera (Manny Rivera/El Tigre)
- Fly Me to the Moon (QI) [28]